# كأس المنطقة الغربية
كأس المنطقة الغربية أو بطولة المنطقة الغربية أو كما هو متعارف عليه في الوسط الرياضي السعودي دوري المنطقة.
هي دور مجموعات أو تصفيات لعدة مسابقات (كأس دوري جلالة الملك، كأس ولي العهد، درع الدوري العام). أٌقيمت النسخة الأولى عام 1961 مع إنضمام أندية المنطقة الوسطى للمسابقات الرسمية السعودية وتوقفت عام 1976 بعد إقامة الدوري التصنيفي السعودي.
كما أن بالحديث عن كأس دوري جلالة الملك يٌعتبر جدلًا كبيرًا حيث تطالب أندية مدينة جدة "الأقدم تأسيسًا في السعودية" تصنيف بطولات كأس دوري جلالة الملك كبطولة دوري لوجود لوائح وأنظمة الدوري به من حيث نظام النقاط وأيضًا نظام الصعود والهبوط من جانب أخر يوجد جهات رياضية ومؤرخون رياضيون يختفلون في هذا الأمر ويعتبرون نسخ كأس دوري جلالة الملك في أواخر الخمسينات الميلادية بالإضافة إلى الستينات والسبعينات الميلادية بطولة كأس وليس دوري ولازال هذا الجدل قائم مع صدور بيانات لأندية الأهلي، الإتحاد تُطالب بإحتسابه كبطولة دوري.
وعندما تحدثنا عن كأس دوري جلالة الملك فالمقصود بعض نسخ مسابقة كأس خادم الحرمين الشريفين وليس كأس أو بطولة المنطقة الغربية التي تعتبر منفصلة تمامًا كونها تصفيات مؤهلة ولكنها تُسجل في تاريخ كل نادي تفوق في منطقته في حقبة من حقب الكرة السعودية.